# De nos jours...
Pour plus de détails, voir Fiche technique et Distribution.
De nos jours... (우리의 하루, Uliui halu) est un film sud-coréen réalisé par Hong Sang-soo, sorti en 2023.

## Synopsis
Le film alterne entre deux conversations à Séoul : une actrice reçoit les questions d'une jeune aspirante actrice et un vieux poète reçoit un admirateur.

## Fiche technique
- Titre : De nos jours...
- Titre original : 우리의 하루 (Uliui halu)
- Titre anglais : In Our Day
- Réalisation : Hong Sang-soo
- Scénario : Hong Sang-soo
- Musique : Hong Sang-soo
- Photographie : Hong Sang-soo
- Montage : Hong Sang-soo
- Production : Hong Sang-soo
- Pays :  Corée du Sud
- Genre : Comédie dramatique
- Durée : 84 minutes
- Dates de sortie : 
  -  France : 25 mai 2023 (Quinzaine des cinéastes), 19 juillet 2023

## Distribution
- Gi Ju-bong : Ui-ju
- Kim Min-hee : Sang-won
- Song Sun-mi : Jung-soo
- Park Mi-so : Ji-soo
- Ha Seong-guk : Jae-won
- Kim Seung-yun : Ki-joo

## Distinctions
Le film a été présenté en sélection officielle en compétition à la Quinzaine des cinéastes lors du Festival de Cannes 2023.

## Accueil
Elisabeth Franck-Dumas pour Libération évoque dans sa critique un film « à la simplicité exquise ».